# Pintado (Fisch)

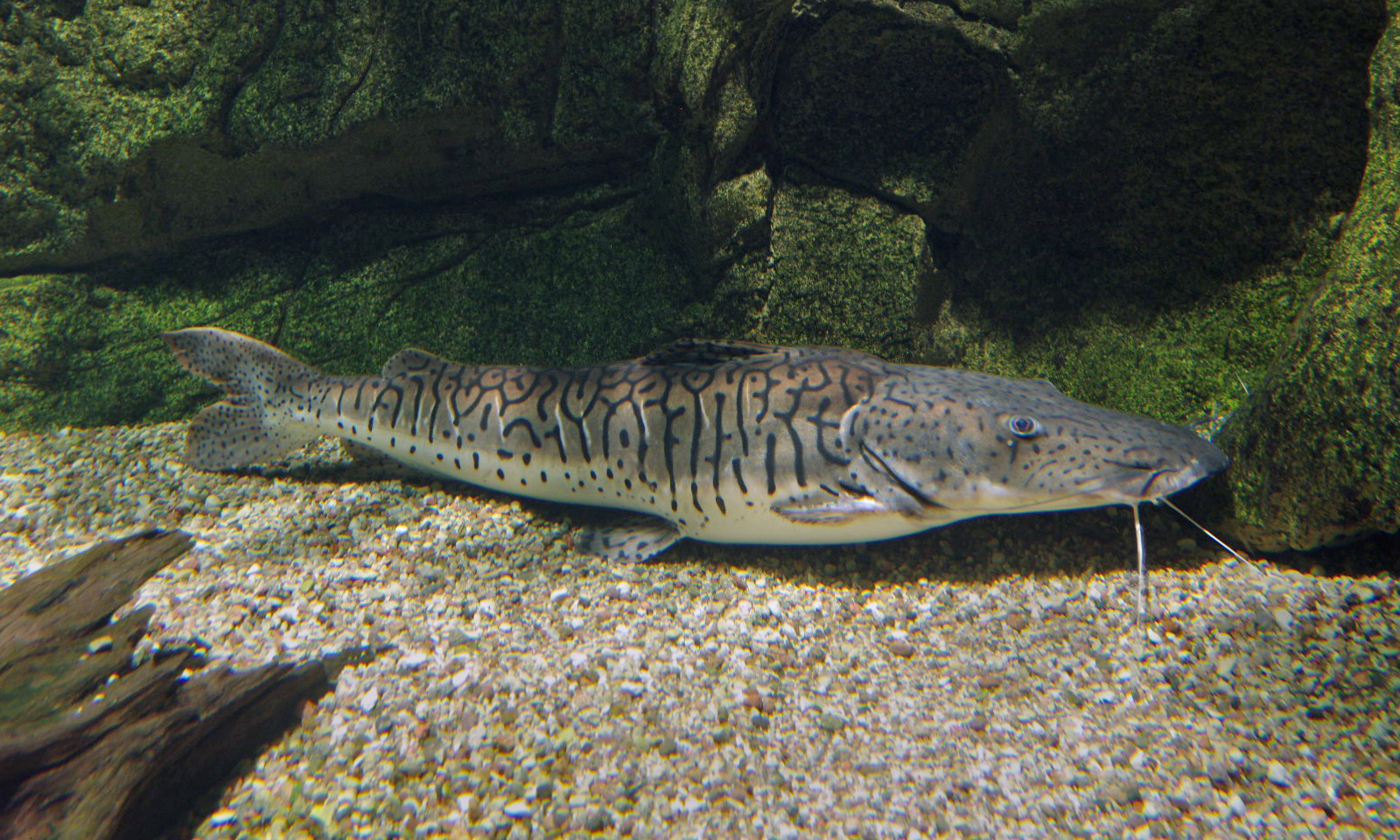
Pseudoplatystoma punctifer im Aquarium

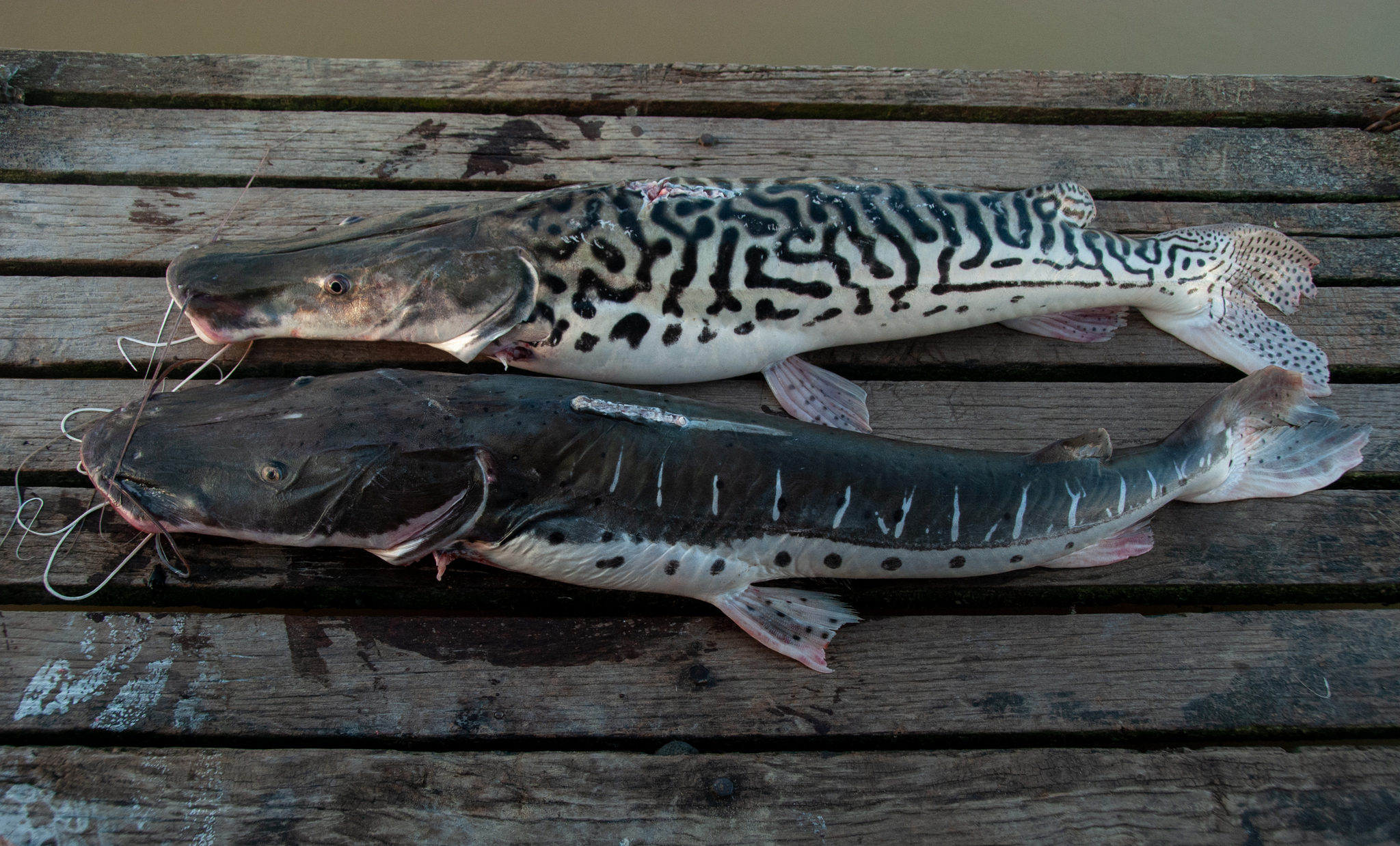
Oben: Pseudoplatystoma tigrinum; unten: Pseudoplatystoma punctifer

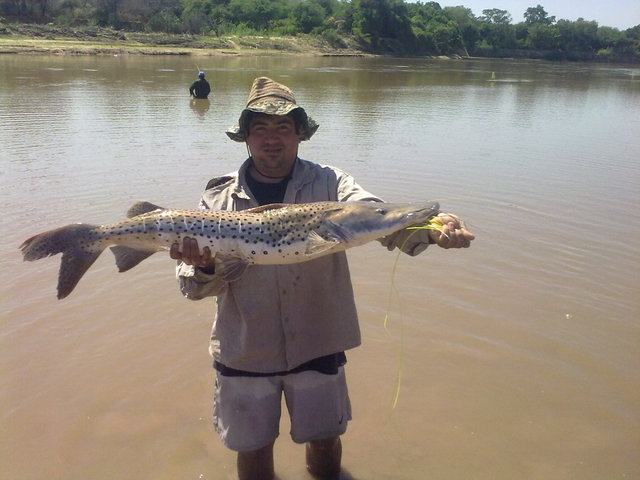
Pseudoplatystoma aus dem Rio Bermejo in Bolivien

Der Pintado oder Gefleckter Sorubimwels, engl. Giant Catfish oder Spotted Sorubim, port. Surubim Pintado, Caconete, Cambucu, Moleque, Pintado, Piracajiara oder Piraquera, ist der größte Vertreter der Pimelodidae.

## Systematik
Die Gattung Pseudoplatystoma Bleeker besteht den drei Hauptarten: P. fasciatum (Linnaeus), P. tigrinum (Valenciennes) und P. corruscans (Spix & Agassiz). Vor kurzem wurden fünf weitere Spezies entdeckt und beschrieben: P. punctifer (Castelnau), P. reticulatum (Eigenmann & Eigenmann), P. orinocoense n. sp., P. metaense n. sp. und P. magdaleniatum n. sp. Diese acht Arten bilden eine eigene monophylogenetische Gruppe mit zwei Stämmen, die sich in der Anatomie ihres Skelettes unterscheiden.
Ein Stamm (P. tigrinum and P. metaense) ist geographisch beschränkt auf das Einzugsgebiet des Orinoco und des Amazonas und der zweite mit sechs Arten sympatrisch im Flussbecken des Amazonas, Orinoco, Guayana und Rio Paraná.
- Amazonas: Pseudoplatystoma punctifer und  P. tigrinum
- Orinoco: P. metaense und P. orinocoense
- Paraná: P. corruscans und P. reticulatum
- Rio Magdalena: Pseudoplatystoma magdaleniatum
- Guayana: Pseudoplatystoma reticulatum[2]

Platystoma corruscans, Silurus macrocephalus oder Sorubim caparary waren Synonyme für den Pintado, die heute nicht mehr verwendet werden.

## Verbreitung
Pseudoplatystoma corruscans  war ursprünglich nicht im Amazonasbecken beheimatet, sondern stammt aus dem Rio São Francisco in Brasilien und im hydrographischen System des Río de la Plata: Rio Paraná in Brasilien, Paraguay und Argentinien. Dichte Populationen haben sich im Rio Iguaçu, Río Uruguay, in den Flüssen Araguaia und Tocantins, sowie im Oberlauf des Rio São Francisco und im Quellgebiet des Rio Paraopeba in Minas Gerais gebildet. Mittlerweile ist er infolge von Besatz durch Menschen in vielen tropischen Flüssen Südamerikas anzutreffen. Aufgrund von Überfischung ist er lokal in einigen natürlichen Gewässern jedoch vom Aussterben bedroht. Über seine genetische Variabilität ist noch wenig bekannt.

## Morphologie
Der Pintado besitzt eine lederartige robuste Haut, einen sehr massigen Körper und einen breiteren Kopf, der ihn von anderen Platystoma-Arten unterscheidet. Wichtigstes Merkmal ist seine gepunktete Zeichnung. Die Flossen zeigen häufig eine rötliche Färbung.

## Lebensweise
Der Pintado ist bei einer Größe von ca. 50 bis 60 Zentimetern geschlechtsreif und kann eine Länge bis 1,60 Metern erreichen. Der Weltrekord eines gefangenen Pintados liegt sogar bei 150 Kilogramm und 2,50 Metern Länge aus dem Rio Paraná in Argentinien. Der große nachtaktive Raubwels ist ein Grundbewohner und zeigt ein potamodromes Wanderverhalten. Der Migrationszyklus der Rogner wurde im Rio São Francisco näher untersucht und wissenschaftlich dokumentiert.
Die Laichzeit findet vorwiegend in Flussmündungen während der Monate November bis März statt. Zum Ablaichen sucht der Wels gezielt bestimmte Flussregionen auf, in der sich die Jungfische nach dem Schlüpfen entwickeln. Im Ökosystems des Überschwemmungsgebietes des Pantanal spielt er als großer Raubfisch eine wichtige Rolle an der Spitze der Nahrungskette. Sein Habitat sind die tiefen Flussbetten großer Ströme, als auch Flusslagunen, Seen und Überschwemmungsauen während der Regenzeit. Während der Trockenzeit folgt der Wels seinen Beutefischschwärmen, wobei der Barbensalmler (Prochilodus lineatus) zu seiner wichtigsten Nahrung gehört.

## Nutzung
Der Pintado gehört mit zu den wichtigsten Süßwasserspeisefischen Südamerikas und wird in Aquakultur gezielt vermehrt. Aufgrund seiner großen wirtschaftlichen Bedeutung werden verstärkt Anstrengungen unternommen, das Produktionsverfahren von der Jungfischaufzucht bis hin zur bedarfsgerechten Fütterung der adulten Tiere zu optimieren. Pintado-Filets sind mittlerweile auch im deutschen Einzelhandel erhältlich.
Außerdem spielt er als Sportfisch eine große Rolle.